# Križ
Križ (kroatisch für Kreuz) ist eine Ortschaft in der Gespanschaft Zagreb in Kroatien.

## Lage
Križ liegt im Česma-Flusstal, sieben Kilometer südöstlich von Ivanić-Grad auf 105 m ü. M.

## Geschichte
Der Ort wurde erstmals im Jahr 1334 erwähnt, als er als Pfarrei der Diözese Zagreb aufgeführt wurde.
Kreuz gehörte unter dieser Bezeichnung zu Slawonien und war bis 1918 habsburgisch-österreichisch. Um 1910 existierte hier eine höhere Lehranstalt für Land- und Forstwirtschaft.
Križ umfasst heute eine Fläche von 118 Quadratkilometern und zählt zusammen mit 15 Dörfern 6963 Einwohner (Volkszählung 2011). In Križ selber wohnen 1821 Einwohner.

## Denkmäler und Sehenswürdigkeiten
Archäologische Funde in Sipćina, in der Nähe von Okešinec, weisen darauf hin, dass diese Gegend schon sehr früh von Menschen bewohnt war.
Beim Brand der alten Pfarrkirche im Jahr 1714 verbrannte der Hauptaltar und wurde sechs Jahre später, 1720, durch einen neuen Altar mit unbezahlbaren Holzskulpturen ersetzt, die zu den schönsten in ganz Nordkroatien gehören. Wertvoll sind auch Stücke aus Gold aus dem 18. und 19. Jahrhundert. Um die Kirche herum befindet sich ein hundert Jahre alter Park, der 1894 als Nachahmung der englischen Landschaftsarchitektur angelegt wurde.

## Belege

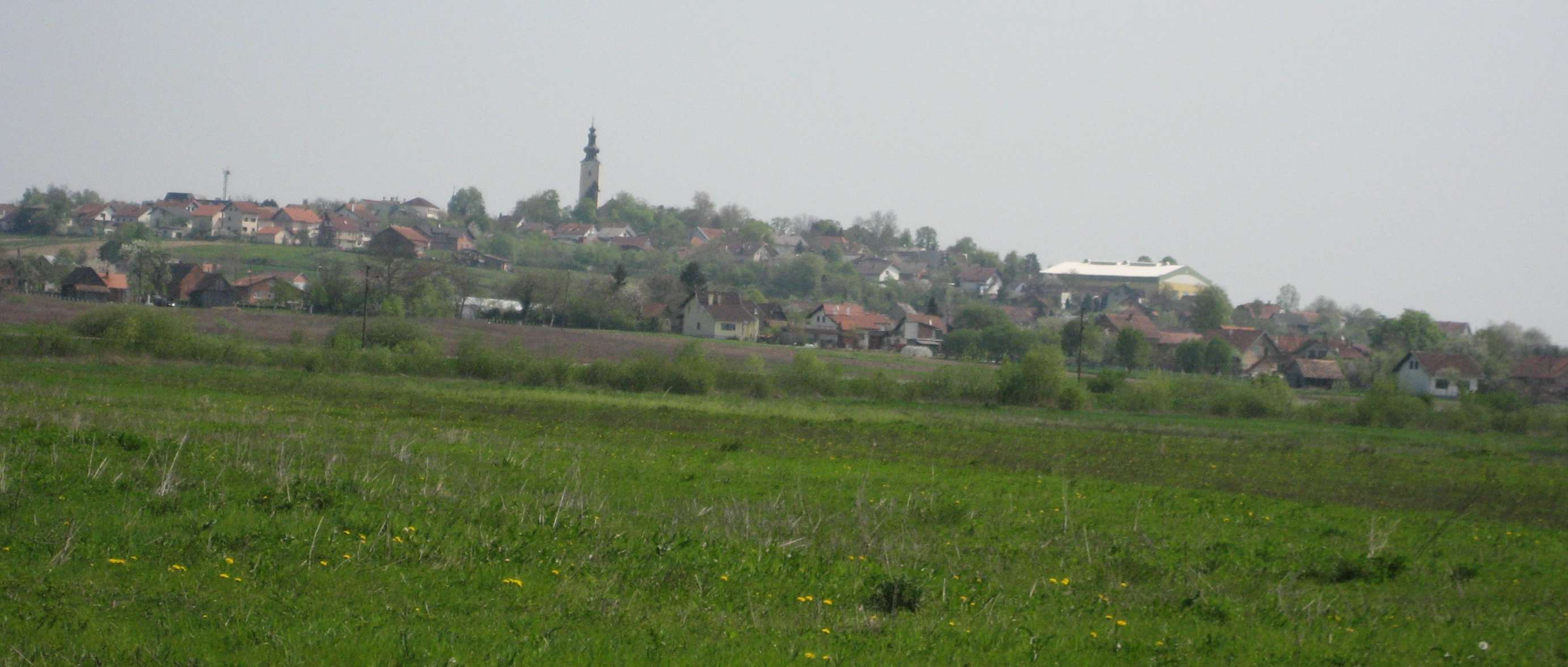
Blick auf Križ

Wappen von 1995–2015

1. ↑  Portal Hrvatski. Abgerufen am 20. Januar 2021.